# Maitreya
För den hinduiska rsin, se Maitreya (rsi)

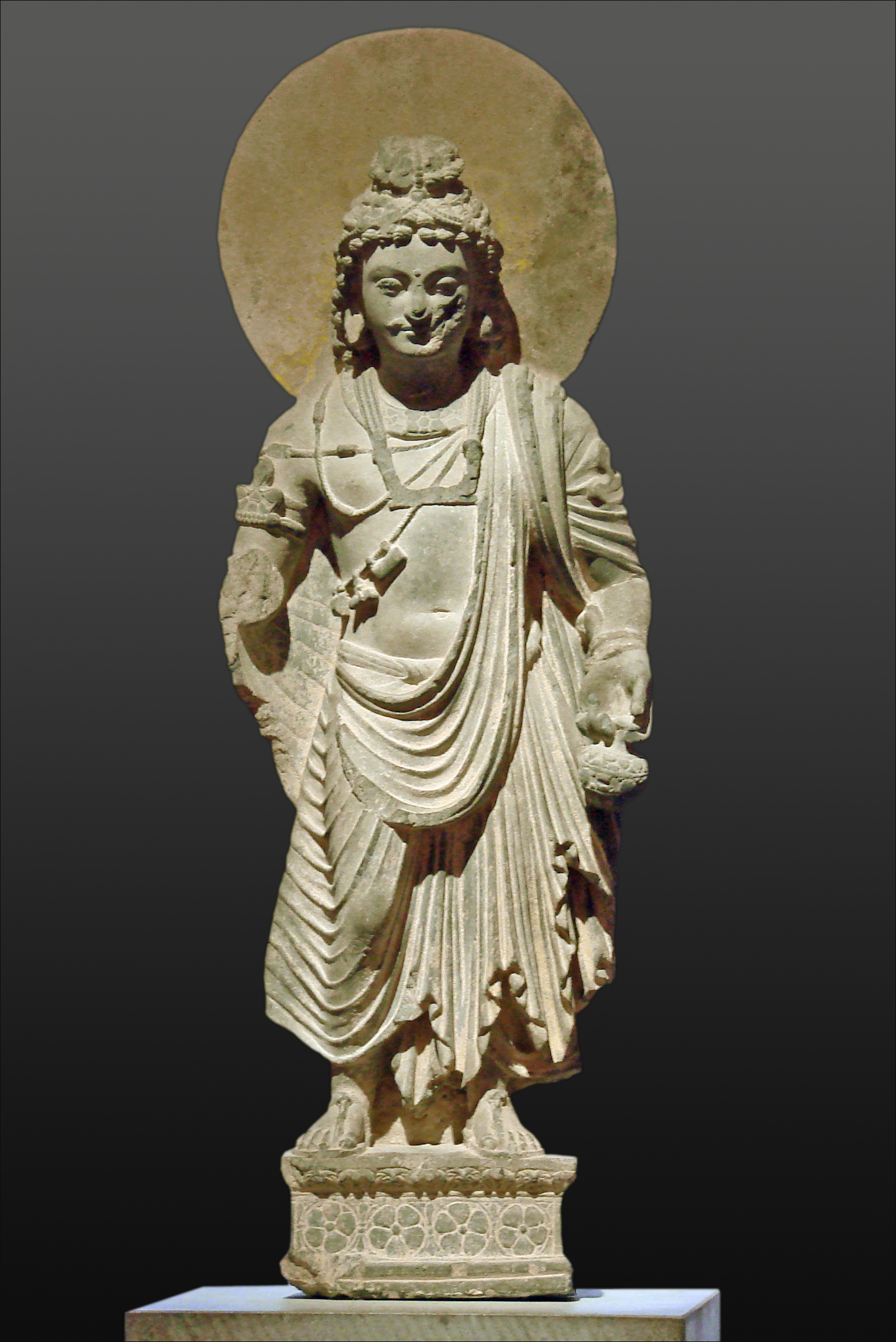
En staty från Gandhara som föreställer Maitreya

Maitreya (sanskrit), Metteyya (pali), också känd som Ajita, är namnet på en bodhisattva som lever i tusitahimlen, som i en framtid där buddhismen är bortglömd sägs komma för att bli nästa buddha.
Bland theravadas kanoniska skrifter nämns Maitreya bara en gång, men det finns ett flertal ickekanoniska theravadiska skrifter som talar närmare om Maitreya.
Inom mahayana är Maitreya mycket vanlig inom de kanoniska skrifterna, där han ofta deltar i dialoger eller lär ut. Han är också inom mahayana känd för att ha uppenbarat sig för Asanga i form av en skadad hund, för att lära Asanga om vikten av medlidande.

## Ursprung till profetian om Maitreya
Ursprunget för profetian om Maitreya är oklar. Enligt Padmanabh Jaini är den mest sannolika förklaringen att idéer om Maitreya som den kommande buddhan fanns redan under 400-talet f.Kr., före den första splittringen av det buddhistiska sanghat. Vidare menar han att det är sannolikt att profetian om Maitreya utvecklades av den tidiga inriktningen Mahasanghika, men att deras idéer samtidigt spred sig till alla tidiga inriktningar av buddhismen i Indien.

## Uppfattningar om Maitreya
Enligt Jan Nattier finns det flera olika uppfattningar om Maitreya. De flesta och de äldsta handlar om att Maitreya kommer att komma till människovärlden i framtiden, enligt Nattier först om miljontals år. Det finns dock även uppfattningar om att Maitreya kan komma väldigt snart, att utövare kan återfödas i tusitahimlen för att möta Maitreya, eller att utövare siktar till att möta Maitreya här och nu, genom exempelvis visioner.
En del utövare genom tiderna har försökt leva längre i förhoppning om att möta Maitreya, eller på olika sätt försökt öka sina chanser att återfödas på jorden då Maitreya blir en buddha.

### Dyrkan av Maitreya
Dyrkan av Maitreya har förekommit ända sedan ett tidigt stadium av indisk buddhism, något som blev senare mycket populärt i Centralasien och Östasien under 400 och 500-talet. Syftet och utformningen av denna dyrkan kan dock variera kraftigt. En del utövare dyrkade Maitreya i syfte att återfödas i Tusitahimlen för att möta honom, eller återfödas på jorden när Maitreya kommer. Enligt Lotussutran kan utövare återfödas i Tusitahimlen eller på jorden tillsammans med Maitreya genom att recitera hans namn.